# Diklofenák
A diklofenák egy nemszteroid gyulladáscsökkentő, fájdalomcsillapító. Mozgásszervi megbetegedésekben csökkenti a gyulladásos eredetű fájdalmat, a duzzanatot, az esetleges lázat, javítja a mozgásképességet.

## Hatása
Hatását a ciklooxigenáz enzim gátlása révén, a prosztaglandin-szintézis gátlásán keresztül fejti ki, emellett gátolja a vérlemezkék aggregációját is.
Hatásmechanizmusában a prosztaglandin bioszintézis gátlásának kísérletekkel igazolt módon alapvető jelentősége van. A prosztaglandinok jelentős szerepet töltenek be a gyulladásos folyamatok, a fájdalom és a láz patomechanizmusában.
A készítmény gyorsan kifejti hatását, így különösen alkalmas akut fájdalmas, gyulladásos állapotok kezelésére.
In vitro a diklofenák-kálium az emberi szervezetben elért plazmaszintnek megfelelő koncentrációban nem gátolta a proteoglikán-szintézist a porcszövetben.
A diklofenák mérsékelt és súlyos fájdalmakat egyaránt  képes jelentősen csillapítani.
Gyulladás jelenlétében, pl. trauma esetén vagy sebészeti beavatkozást követően gyorsan enyhíti a spontán, illetve a mozgásra bekövetkező fájdalmat, csökkenti a gyulladásos duzzanatokat és a sebödémát.
Primer dysmenorrhoea esetén csökkenti a fájdalmat és a vérzés mennyiségét.
Migrén-rohamban hatékonyan enyhíti a fejfájást és csökkenti a kísérő tüneteket (hányinger, hányás).

## Gyógyszerkönyvi nevek
A VIII. Magyar Gyógyszerkönyvben két formában hivatalos:
| Diklofenák-kálium  | Diclofenacum kalicum  |
| Diklofenák-nátrium | Diclofenacum natricum |

## Készítmények
- Cataflam (Novartis)
- Cataflam Dolo
- Diclac        (Sandoz)
- Diclomel      (Pannonpharma)
- Flameril      (Novartis)
- Flector Ep      (Ibsa)
- Fortedol       (Teva)
- Neodolpasse infúzió     (Fresenius Kabi)
- Voltaren       (Novartis)
- Voltaren Dolo       (Novartis)
- Flector Rapid